# Bergbeo
Der Bergbeo (Gracula religiosa), auch Beo oder Mynah, ist eine Vogelart, die zur Familie der Stare (Sturnidae) gehört. Der Bergbeo ist auf Grund seiner Fähigkeit, die menschliche Sprache zu imitieren, ein beliebter Ziervogel. Sein spezifischer Name „religiosa“ könnte auf die Praxis anspielen, Bergbeos beizubringen, Gebete zu wiederholen.

## Verbreitung

Verbreitungskarte

Der Bergbeo ist in Südostasien beheimatet.  Er bewohnt je nach Gebiet verschiedene tropische Wälder. Es werden sieben Unterarten mit unterschiedlichen Verbreitungsgebieten unterschieden:
| G. r. religiosa    | Linnæus, 1758            | Malaiische Halbinsel, Sumatra, Java, Borneo und nahegelegene Inseln      |
| G. r. batuensis    | Finsch, 1899             | Batu und Mentawai vor West-Sumatra                                       |
| G. r. palawanensis | Sharpe, 1890             | Palawan                                                                  |
| G. r. venerata     | Bonaparte, 1850          | Westliche Kleine Sundainseln (Sumbawa, Flores, Pantar, Lomblen und Alor) |
| G. r. intermedia   | Hay, 1845                | Nordindien bis Myanmar, Thailand, Indochina und Südchina                 |
| G. r. peninsularis | Whistler & Kinnear, 1933 | Östliches Mittelindien                                                   |
| G. r. andamanensis | Beavan, 1867             | Kokosinseln, Andamanen und Nikobaren                                     |

## Merkmale

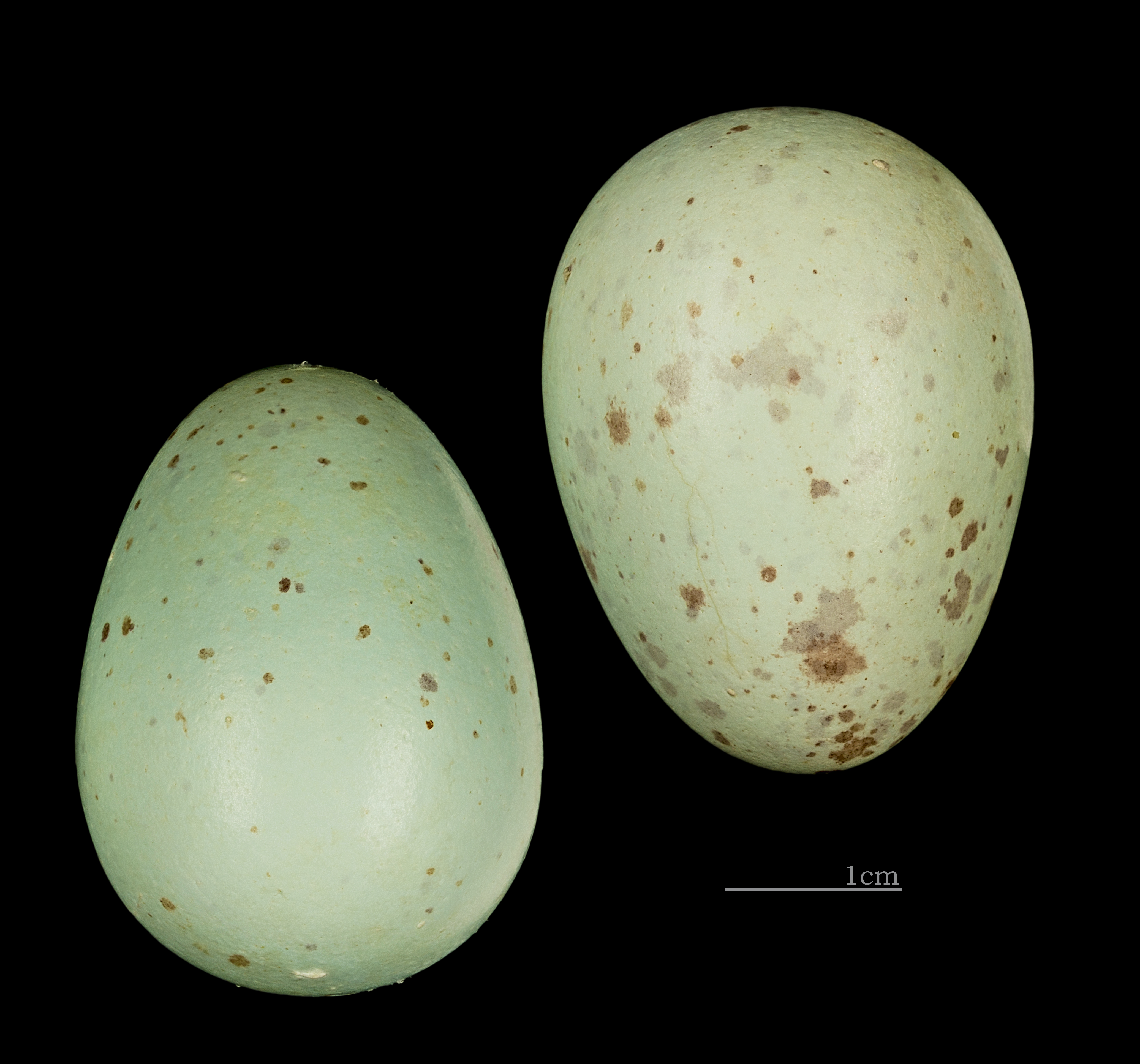
Bergbeo-Eier

Das Gefieder ist schwarz, es hat einen Erzglanz, der in verschiedenen Farbtönen erscheinen kann. Das auffälligste äußerliche Merkmal ist ein gelber Hautlappen an beiden Kopfseiten, der jeweils bis zum Hinterkopf reicht. Weitere Farbtupfer des Vogels sind sein orangegelber Schnabel und die gelben Beine. Bergbeos können zwischen 26 cm und 35 cm groß werden. Ihr Gewicht liegt bei etwa 160 g bis 250 g.

## Ernährung
Als Weichfresser ernähren sich Bergbeos vor allem von Früchten, besonders denen von Feigen-Arten. Außerdem nehmen sie auch Nektar, Insekten und andere kleine Tiere wie z. B. Eidechsen. Die Jungvögel werden hauptsächlich mit tierischer Nahrung gefüttert.

## Verhalten
Der Bergbeo besitzt ein munteres Wesen. Wegen seiner ausgesprochenen Sprachbegabung ist er nicht nur in seiner Heimat ein beliebtes Heimtier. Allerdings sind die vom Bergbeo erzeugten Töne laut. Die Vögel haben eine Lebenserwartung von etwa 15 Jahren. Unter guten Haltungsbedingungen können sie über 25 Jahre alt werden. Während der Brutzeit sind die monogamen Tiere als Paare zu finden. Außerhalb der Brutzeit halten sich die Vögel meist in größeren Gruppen von etwa 12 Tieren auf, auch hier sind noch Paare auszumachen. Die Brutzeit liegt regional unterschiedlich von etwa Februar bis Juli. Die Bergbeos brüten in Baumhöhlen in Höhen ab etwa 10 m. Die Weibchen legen 1 bis 3 Eier pro Brut. Es werden 2 bis 3 Bruten pro Saison unternommen. Während das Weibchen etwas mehr Zeit auf den Eiern verbringt, füttern beide Eltern die Jungen etwa gleich viel.

## Gefährdungssituation und Schutzmaßnahmen
Der Bergbeo wird in der Roten Liste gefährdeter Arten der IUCN geführt und wird global als nicht gefährdet (least concern) beurteilt.
Allerdings hat die Fähigkeit der Art, Geräusche und menschliche Stimmen nachzuahmen, dazu geführt, dass große Nachfrage zur Haltung als Haustier und in Folge wirtschaftliches Interesse an dieser Art entstand. Nachdem nun schwere Bestandseinbußen auf regionalen Ebenen zu verzeichnen waren, wird der Bergbeo seit 1997 auf Appendix II des Washingtoner Artenschutzübereinkommen CITES geführt. Somit darf die Art nur unter bestimmten Bedingungen in den Handel gebracht werden.
Diese Einschränkung des internationalen Handels wurde auch auf europäischer Ebene vorgeschrieben und findet in Anhang B der EU-Artenschutzverordnung (EG) Nr. 338/97 beziehungsweise EG-Verordnung 407/2009 der Europäischen Union ihren Niederschlag.